# 岡田遺跡
座標: 北緯35度22分23.8秒 東経139度23分50.5秒 / 北緯35.373278度 東経139.397361度

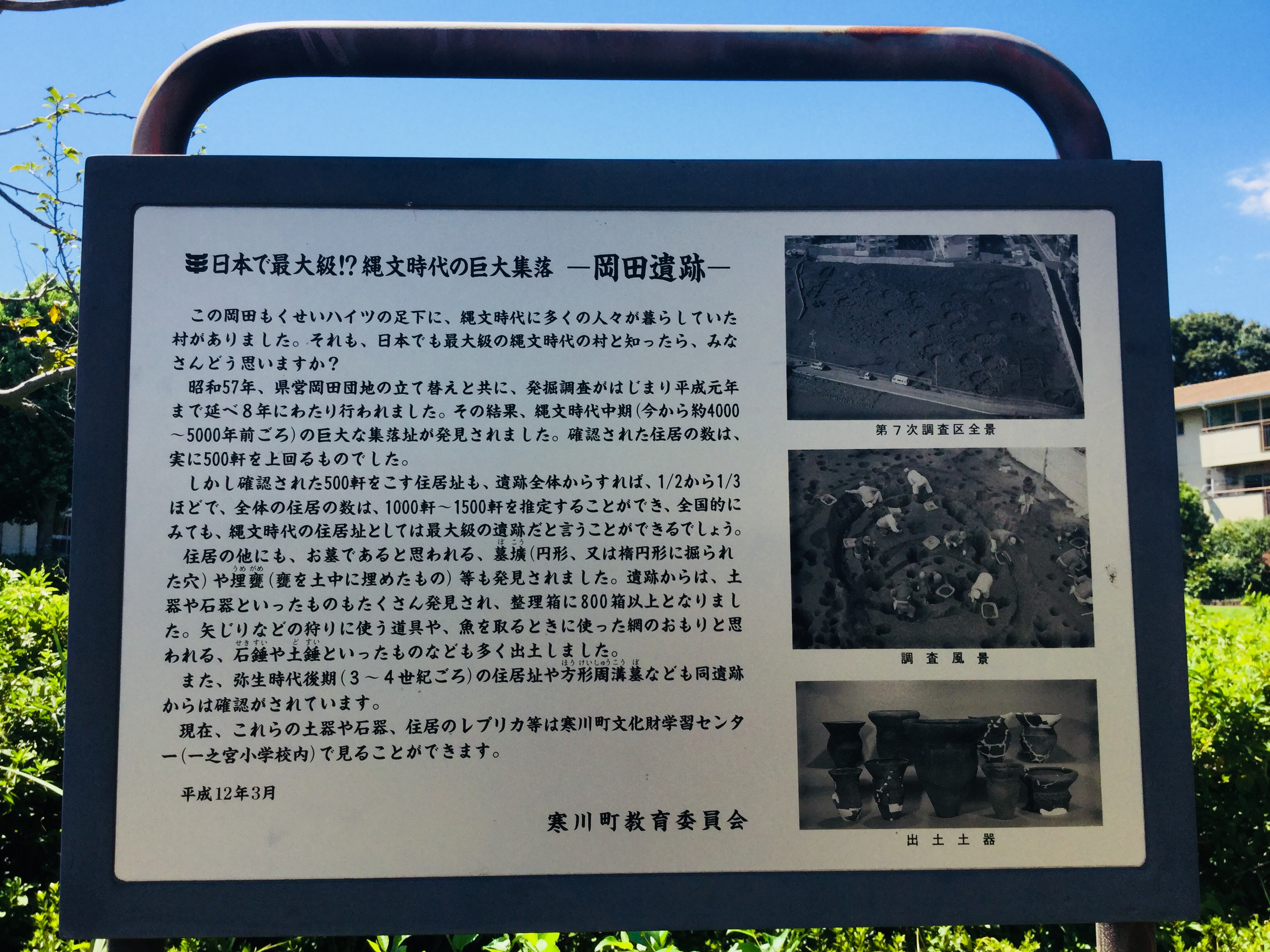
説明看板（越公園）

岡田遺跡（おかだいせき）は、神奈川県高座郡寒川町で発掘された縄文時代中期の集落遺跡。世界遺産・特別史跡の三内丸山遺跡に匹敵する日本最大級の縄文遺跡である。

## 概要
相模川の支流である目久尻川と小出川に挟まれた標高24メートルの相模野台地上に位置し、当時は遺跡南方の台地裾にあたる寒川駅周辺まで入江であった（縄文海進）。
1982年（昭和57年）に、県営住宅の建て替え工事に伴い発掘され、以降1989年（平成元年）まで述べ9回発掘調査が行われた。その結果、大型コンテナ約800箱分となる膨大な量の土器が出土。発掘調査区域だけでも優に500軒を超える縄文時代中期の巨大集落址が確認され、未調査区域を含めると推定で1000軒から1500軒に上る日本最大級の縄文遺跡であることが判明した。しかし、遺跡は発掘調査後に埋め戻してしまったため史跡指定することができなくなってしまったが、今後、新たに未調査区域を発掘調査した場合、史跡指定される可能性がある。
現在、発掘された土器や石器等の一部は寒川町文化財学習センター（寒川町立一之宮小学校内）か寒川神社の方徳資料館（神嶽山神苑内）で見ることができる。

## 出土遺物

### 土器
総量：大型コンテナ約800箱。寒川町文化財学習センターで保管されている。
種類：深鉢、取手付土器、有孔鍔付土器、台付形土器、釣手土器などが出土している。
特徴：釣手土器が少なくとも3点確認された。

### 石器
総量：19118点
種類：打製石斧4776点、石錘3446点。石錘は主として網錘として使用されたと推測される。

## 釣手土器
3つの集落址（a,b,c）から、計3点の釣手土器が出土した。
- a（またはb）集落址：藤内（勝坂Ⅱ）式期〜曾利Ⅰ式期
- b集落址：曾利Ⅲ式期以降
- c集落址：曾利Ⅱ式期

特にa集落址から出土した1点は、神奈川県内では3例、全国で58例と比較的出土数が少ない釣手土器であり、3面がほぼ同じ形をしている釣手土器は全国的に例が少なく希少性が高い。この釣手土器は寒川町指定重要文化財に指定され、寒川町文化財学習センターのキャラクターである「つりてくん」のモデルとなっている。

## 周辺
- 越の山横穴墓群（古墳時代の遺跡）
- 大神塚古墳（初代相武国造茅武彦命の奥津城と伝わる古墳）
- 寒川神社（相模国一之宮）